# Натадзе, Реваз Григорьевич
Реваз Григорьевич Натадзе (груз. ნათაძე რევაზ; 1903—1984) — советский грузинский учёный-психолог и педагог, доктор психологических наук (1939), профессор (1940), академик Академии наук Грузинской ССР (1969), член-корреспондент Академии педагогических наук СССР.
Заслуженный деятель науки Грузинской ССР, автор около 140 работ, опубликованных на грузинском, русском, немецком, английском, французском языках, в том числе пяти монографий и трех учебников по общей психологии (на грузинском языке).

## Биография
Родился 29 октября (11 ноября по новому стилю) 1903 года.
Окончив в 1927 году Тбилисский государственный университет (ТГУ), остался работать в вузе на кафедре психологии под руководством Д. H. Узнадзе. С 1950 года, после смерти Узнадзе, был заведующим этой кафедры. Одновременно в 1941—1961 годах Реваз Натадзе заведовал отделом генетической психологии Института психологии Академии наук Грузинской ССР. Наряду с педагогической деятельностью в Тбилисском университете, Реваз Натадзе читал лекции по психологии и в других вузах Тбилиси: в Педагогическом институте им. А. С. Пушкина, в Институте физкультуры, Театральном институте, а также в Кутаисском педагогическом институте. Под его руководством было защищено несколько диссертаций.
В течение девяти лет он работал деканом философского факультета Тбилисского университета, двадцать лет руководил отделением Института психологии им. Д. М. Узнадзе, возглавлял отделение детской психологии Института педагогики. Являлся редактором ряда научных сборников и некоторых журналов, принимал участие в работе над Грузинской советской энциклопедией, был членом редколлегии журнала «Вопросы психологии», председателем Координационного совета по психологии при Академии наук Грузинской ССР, председателем Грузинского общества психологов (1964—1974) и председателем Совета по присуждению ученых степеней по психологии при ТГУ. Занимаясь общественной деятельностью, более десятка лет являлся депутатом Тбилисского городского и затем районного Совета депутатов трудящихся, где руководил постоянной комиссией по просвещению.
Умер в Тбилиси 11 ноября 1984 года, похоронен на Вакийское кладбище города.